# Jean-Michel Puccinelli
Jean-Michel Puccinelli, né le 29 septembre 1977, est un joueur de pétanque français. 

## Biographie
Il est droitier et se positionne en tireur.

## Clubs
- ?-? : Boule bleue de Martigues (Bouches-du-Rhône)
- ?-? : Boule florian Marseille (Bouches-du-Rhône)
- ?-? : Star Masters Barbizon (Seine-et-Marne)
- ?-? : La Boule de l'Élysée à Salon-de-Provence (Bouches-du-Rhône)
- ?-2020 : ABC Draguignan (Var)
- 2021- : Fréjus International Pétanque (Var)

## Palmarès[1],[2],[3]

### Séniors

#### Coupe Confédérations
- Triplette 2013 (avec Thierry Grandet et Romain Fournie) :  Équipe de France

Finaliste
- Triplette 2012 (avec Thierry Grandet et Michel Loy) :  Équipe de France
- Tir de précision 2012 :  Équipe de France

#### Championnats d'Europe
Champion d'Europe
- Triplette 2011 (avec Kévin Malbec, Dylan Rocher et Michel Loy) :  Équipe de France

#### Coupe d'Europe des Clubs
Vainqueur
- 2017 : (avec Yolanda Matarranz, Lucie Rousseaux, Christine Saunier, Dylan Rocher, Stéphane Robineau, Robin Rio, Ludovic Montoro, Henri Lacroix et Jean Casale) : ABC Draguignan
- 2021 (avec Dylan Rocher, Stéphane Robineau, Henri Lacroix, Philippe Ziegler, Robin Rio, Christine Saunier et Lucie Rousseaux) : Fréjus International Pétanque[4]

#### Masters de pétanque
Vainqueur
- 2009 (avec Maison Durk, Bruno Le Boursicaud et Zvonko Radnic : Equipe Radnic
- 2011 (avec Michel Loy, Kévin Malbec et Dylan Rocher) :  Équipe de France
- 2018 (avec Maison Durk, Michel Hatchadourian et Ludovic Montoro) : Equipe Montoro

Finaliste
- 2010 (avec Zvonko Radnic, Maison Durk et Bruno Le Boursicaud) : Equipe Radnic (Wild Card)

#### Trophée des villes
Vainqueur
- 2019 (avec Valentin Beulama, Steven Chapeland et Philippe Suchaud) : Clermont-Ferrand

#### Mondial La Marseillaise
Vainqueur
- 2018 (avec Joseph Molinas, Antoine Dubois)
- 2020 (avec Benji Renaud et Ludovic Montoro)
- 2021 (avec Ludovic Montoro et Benji Renaud)

#### Millau

##### Mondial à pétanque de Millau (2003-2015)
Finaliste
- Doublette 2006 (avec Zvonko Radnic)